# Nada es para siempre (canción de Danna Paola y Santa Fe Klan)
«Nada es para siempre» es una canción de los cantantes mexicanos Danna Paola y Santa Fe Klan, lanzada el 13 de febrero de 2025 por Universal Music México. Fue producida por ella misma junto a Alex Hoyer.

## Antecedentes
Danna y Santa Fe Klan se conocieron en los Premios de la Sociedad de Autores y Compositores en noviembre de 2021, donde el público comenzó a especular sobre una posible colaboración entre ambos.  En una entrevista en 2023, Santa Fe Klan expresó su deseo de colaborar con Danna en una canción inspirada en "Stan" de Eminem, con elementos como lluvia y un teléfono.  El 16 de agosto de 2024, Danna y Santa Fe compartieron fotos desde el estudio a través de Instagram, confirmando su próxima colaboración. 
A principios de 2025, específicamente el 20 de enero, se hizo oficial el lanzamiento de la canción a través de imágenes compartidas en las redes sociales de ambos, también se supo el nombre del sencillo.  El 11 de febrero de 2025, Danna anunció a través de sus redes sociales la fecha de estreno, programada para el 13 de febrero, un día antes de San Valentín. Esta elección estratégica no solo generó anticipación entre los fans, sino que también alineó la canción con la temática amorosa de la festividad, aunque con un giro que exploraba la complejidad y la temporalidad de las relaciones, contrastando con el enfoque tradicionalmente romántico de San Valentín.

## Composición
«Nada Es Para Siempre» es una exploración profunda de la temporalidad de las relaciones amorosas, un tema universal que resuena con audiencias de todas las edades. La letra, refleja una variedad de perspectivas y estilos que enriquecen la narrativa. Danna, con su background en pop y teatro, aporta versos melódicos y poéticos que se centran en la emoción pura, utilizando metáforas simples pero efectivas como el tiempo que pasa o el vacío que deja una relación. Por otro lado, Santa Fe Klan, con su origen en el rap mexicano y la música regional, ofrece un estilo más directo y narrativo, con un tono callejero que refleja arrepentimiento, resiliencia y lecciones aprendidas.  
La temática central de la canción, encapsulada en el título, es la aceptación de que todo amor, por intenso que sea, tiene un final. Esta idea se desarrolla a lo largo de la letra, que combina melancolía con un mensaje de superación. La estructura lírica sigue el patrón de la música pop, con versos que establecen la historia, un pre-coro que aumenta la tensión emocional y un coro que resume el mensaje principal de manera memorable. 

## Video musical
El video es dirigido por Elias López donde los dos artistas nos explican el significado de esta frase a través de una gran estética pop. 
Ambientado en un mundo en continuo estado de emergencia, Danna y su grupo de amigas representan una contracultura que abraza la impermanencia de las cosas: todo cambia, nada es eterno. Juntas celebran la oportunidad de cerrar capítulos, dejar atrás relaciones y transformar sus vidas.
Desde un universo paralelo, Santa Fe Klan irrumpe en su realidad y se une a ellas, compartiendo la energía del caos como una forma de renacer.

## Créditos y personal
Créditos adaptados de Tidal. 
| Producción - Danna - composición, producción, letrista, voz - Santa Fe Klan - composición, letrista, voz - Hoyer - composición, guitarra, producción, letrista, productor vocal, programador, sintetizador - Thom Bridges - composición, coproductor, letrista, programador - Andrés "Chano" Guardado - productor vocal Técnico - Carlos González - ingeniero de grabación - Dave Kutch - ingeniero de masterización - Tom Norris - ingeniero de mezcla |

## Historial de lanzamiento
| Región | Fecha                 | Formato                     | Discográfica           | Ref.  |
| ------ | --------------------- | --------------------------- | ---------------------- | ----- |
| Varios | 13 de febrero de 2025 | Descarga digital, streaming | Universal Music México | [ 6 ] |